# Alberto Downey
Alberto Downey V. (ur. 2 października 1890 w Linares) – chilijski kolarz szosowy, uczestnik Igrzysk Olimpijskich 1912.
Podczas Igrzysk Olimpijskich w Sztokholmie w 1912 roku brał udział w zawodach kolarskich. W jedynym rozegranym wyścigu na trasie o długości 196 mil w klasyfikacji indywidualnej zajął 42. miejsce z czasem 11:53:02.5. W klasyfikacji drużynowej, jako członek drużyny chilijskiej (wraz z Arturo Friedemannem, Cárlosem Kollerem i José Torresem) został sklasyfikowany na 9. pozycji.